# Haploa lactata
Haploa lactata är en fjärilsart som beskrevs av Smith 1887. Haploa lactata ingår i släktet Haploa och familjen björnspinnare. Inga underarter finns listade i Catalogue of Life.